# السيلاني (بكيل المير)

تعديل مصدري - تعديل

السيلاني هي إحدى قرى عزلة فاس بمديرية بكيل المير التابعة لمحافظة حجة، بلغ تعداد سكانها 167 نسمة حسب تعداد اليمن لعام 2004.